# FUD
FUD (англ. fear, uncertainty and doubt — страх, непевність та сумніви) — стратегія поширення негативної інформації про супротивника, яка базується на логічних хибах звертання до страху, argumentum ad Hominem.
Вважається, що вперше цей термін визначено конкурентом IBM для характеризації її стратегії. З часом набув поширення в хайтек сфері, і зокрема в комп'ютерному середовищі. Так звані Документи Геловіну — внутрішні документи «Microsoft» проти відкритого програмного забезпечення, які стали відомі загалу, вживають цей термін як можливу стратегію боротьби.